# Emmanouil Karalis
Emmanouil (Manolo) Karalis (Grieks: Εμμανουήλ Καραλής) (Athene, 20 oktober 1999) is een Griekse atleet, gespecialiseerd in het polsstokhoogspringen. Hij is de huidige Griekse recordhouder en de eerste Griekse atleet die de 6-metergrens overschreed. In 2024 won hij brons op de Olympische Spelen in Parijs en tijdens de Europese kampioenschappen indooratletiek 2025 de gouden plak, gedeeld met de Nederlander Menno Vloon.

## Biografie
Karalis begon zijn internationale carrière in 2015 met een bronzen medaille op de wereldkampioenschappen voor junioren in Cali. In 2016 werd hij Europees jeugdkampioen in Tbilisi.
Tijdens de wereldkampioenschappen atletiek 2017, overleefde Karalis de kwalificaties niet.
Tijdens de wereldkampioenschappen indoor in 2018 eindigde hij als vijfde met een sprong van 5,80 meter.
In 2019 behaalde hij zilver op de Europese kampioenschappen U23 in Gävle.
Op de Olympische Spelen van 2020 in Tokio werd Karalis vierde met een sprong van 5,80 m.
In 2023 won hij zilver op de Europese indoorkampioenschappen in Istanbul met een sprong van 5,80 m.
In 2024 behaalde hij brons op de wereldindoorkampioenschappen in Glasgow met een sprong van 5,85 m. Datzelfde jaar won hij zilver op de Europese kampioenschappen in Rome met een sprong van 5,87 m en brons op de Olympische Spelen in Parijs met een sprong van 5,90 m.
In 2025 werd Karalis Europees indoorkampioen in Apeldoorn met een sprong van 5,90 m. Later dat jaar won hij zilver op de wereldindoorkampioenschappen in Nanjing met een sprong van 6,05 m, waarmee hij een nieuw Grieks indoorrecord vestigde.

## Persoonlijke records
| Onderdeel                      | Prestatie | Locatie  | Datum         |
| ------------------------------ | --------- | -------- | ------------- |
| Polsstokhoogspringen (outdoor) | 6,08 m    | Lausanne | 2025          |
| Polsstokhoogspringen (indoor)  | 6,05 m    | Nanjing  | 22 maart 2025 |

## Prestaties
| Jaar | Toernooi                        | Plaats    | Onderdeel            | Resultaat |
| ---- | ------------------------------- | --------- | -------------------- | --------- |
| 2015 | Wereldkampioenschappen junioren | Cali      | Polsstokhoogspringen | Brons     |
| 2016 | Europese jeugdkampioenschappen  | Tbilisi   | Polsstokhoogspringen | Goud      |
| 2019 | Europese kampioenschappen U23   | Gävle     | Polsstokhoogspringen | Zilver    |
| 2020 | Olympische Spelen               | Tokio     | Polsstokhoogspringen | 4e plaats |
| 2023 | Europese indoorkampioenschappen | Istanbul  | Polsstokhoogspringen | Zilver    |
| 2024 | Wereldindoorkampioenschappen    | Glasgow   | Polsstokhoogspringen | Brons     |
| 2024 | Europese kampioenschappen       | Rome      | Polsstokhoogspringen | Zilver    |
| 2024 | Olympische Spelen               | Parijs    | Polsstokhoogspringen | Brons     |
| 2025 | Europese indoorkampioenschappen | Apeldoorn | Polsstokhoogspringen | Goud      |
| 2025 | Wereldindoorkampioenschappen    | Nanjing   | Polsstokhoogspringen | Zilver    |

## Persoonlijk leven
Karalis is de zoon van een Griekse vader, Charalampos Karalis, een voormalig tienkamper en zijn huidige coach, en een Oegandese moeder, Sara, die actief was in het verspringen. Hij heeft een tweelingzus, Angeliki, die actief is in de atletiek.